# Judarskogen
Judarskogen este o arie protejată (arie specială de conservare — SAC, sit de importanță comunitară — SCI) din Suedia întinsă pe o suprafață de 92,9 ha, integral pe uscat.

## Localizare
Centrul sitului Judarskogen este situat la coordonatele 59°20′16″N 17°54′51″E / 59.3377°N 17.9142°E.

## Înființare
Situl Judarskogen a fost declarat sit de importanță comunitară în iulie 2000 pentru a proteja 1 specie de animale. Situl a fost protejat și ca arie specială de conservare în martie 2011.

## Biodiversitate
Situată în ecoregiunea boreală, aria protejată nu include niciun habitat protejat.
La baza desemnării sitului se află o specie protejată de  amfibieni: triton cu creastă (Triturus cristatus).